# Luster (Norwegen)
Luster ist eine norwegische Kommune im Fylke Vestland. Die Kommune hat 5432 Einwohner (Stand: 1. Januar 2025). Verwaltungssitz der Kommune mit vielen hohen Bergen ist die Ortschaft Gaupne. Mit der Stabkirche Urnes befindet sich eine in der Liste des UNESCO-Welterbes aufgeführte Welterbestätte in der Kommune.

## Geografie
Luster liegt am Lustrafjord, einem nördlichen Seitenarm von Norwegens längstem Fjord, dem Sognefjord. Der Lustrafjord liegt weit im Landesinneren. Die Gemeinde grenzt an Sogndal im Westen, Sunnfjord im Nordwesten, Stryn im Norden, Skjåk im Nordosten, Lom im Osten, Vang im Südosten sowie Årdal im Süden. Des Weiteren besteht an dem Punkt, wo der Lustrafjord auf den Sognefjord trifft, eine Grenze in einem Punkt zu Lærdal. Die Grenze zu Skjåk, Lom und Vang stellt zugleich die Grenze zwischen den beiden Fylkern Vestland und Innlandet dar. Mit einer Fläche von etwa 2700 km² gehört Luster zu den flächenmäßig größten Kommunen in Südnorwegen.
Die Kommune ist von hohen Bergen geprägt und umfasst einen Teil des westlichen Gebiets des Gebirges Jotunheimen und einen Teil des Gebirgszugs Breheimen. Im Süden von Luster liegt die Gebirgsgruppe Hurrungane, ein Teil von Jotunheimen. An der Nordwestgrenze liegt ein Teil des Gletschers Jostedalsbreen im Jostedalsbreen-Nationalpark. Etwas weiter südlich befindet sich der Svartdalsbreen. Luster ist norwegenweit die Kommune mit der größten Gletscherfläche. In der Flächenstatistik des Jahres 2021 vom Statistisk sentralbyrå wurde eine Fläche von etwa 388 km² als dauerhaft liegender Schnee, Eis oder Gletscher klassifiziert. Vom Gletschergebiet fließen mehrere Flüsse in den Süden ab. Der Fluss Sumelvi etwa speist die Seen Veitastrondsvatnet und Hafslovatnet. Weiter im Osten fließt die Jostedøla durch das Tal Jostedalen. Sie mündet bei der Ortschaft Gaupne in den Lustrafjord. Der Abschnitt dort trägt den Namen Gaupnefjord. Neben dem Jostedalsbreen-Nationalpark liegt an der Grenze zu Innlandet auch ein Teil des Breheimen-Nationalparks in der Kommune. Mit dem Harbardsbreen liegt auch dort ein Gletscher. Als dritter Nationalpark reicht der Jotunheimen-Nationalpark von Südosten nach Luster hinein. Von Südosten fließt der Fluss Feigeelvi zum Lustrafjorden. In seinem Verlauf liegt der Wasserfall Feigefossen, der eine Höhe von 218 Metern hat.
Die Erhebung Storen (auch Store Skagastølstind) stellt mit einer Höhe von 2405,05 moh. den höchsten Punkt der Kommune Luster dar. Der Berg liegt auf der Grenze zu Årdal und ist der dritthöchste Norwegens. Luster ist damit gemeinsam mit Årdal nach Lom die Kommune mit dem zweithöchsten höchstgelegenen Punkt Norwegens. Mit dem Berg Store Styggedalstind liegt auch der vierthöchste Berg des norwegischen Hauptlandes in der Kommune. Weitere hohe Berge sind unter anderem Stetind, Fannaråki, Store Dyrhaugstind und Søndre Dyrhaugstind.

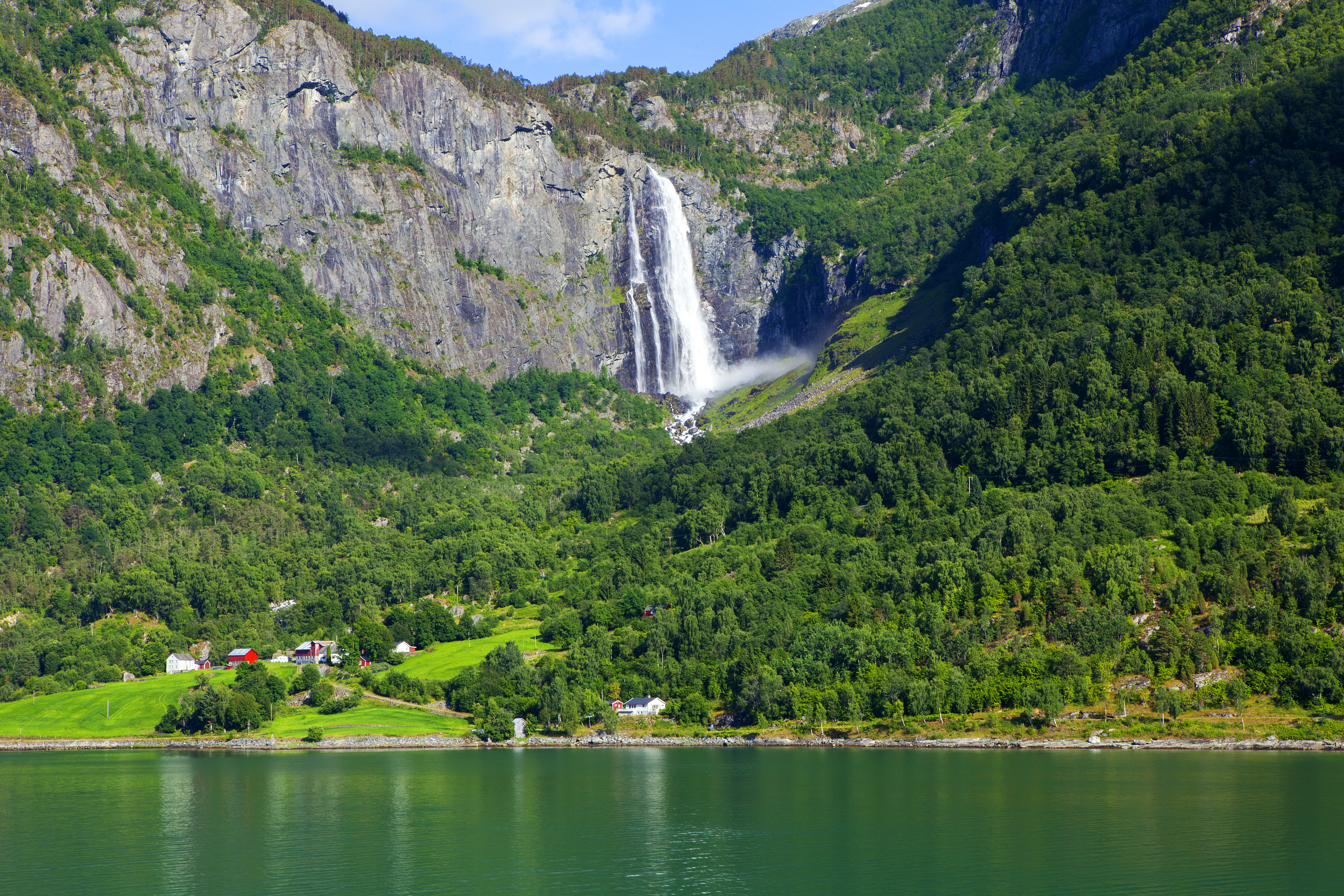
Feigefossen
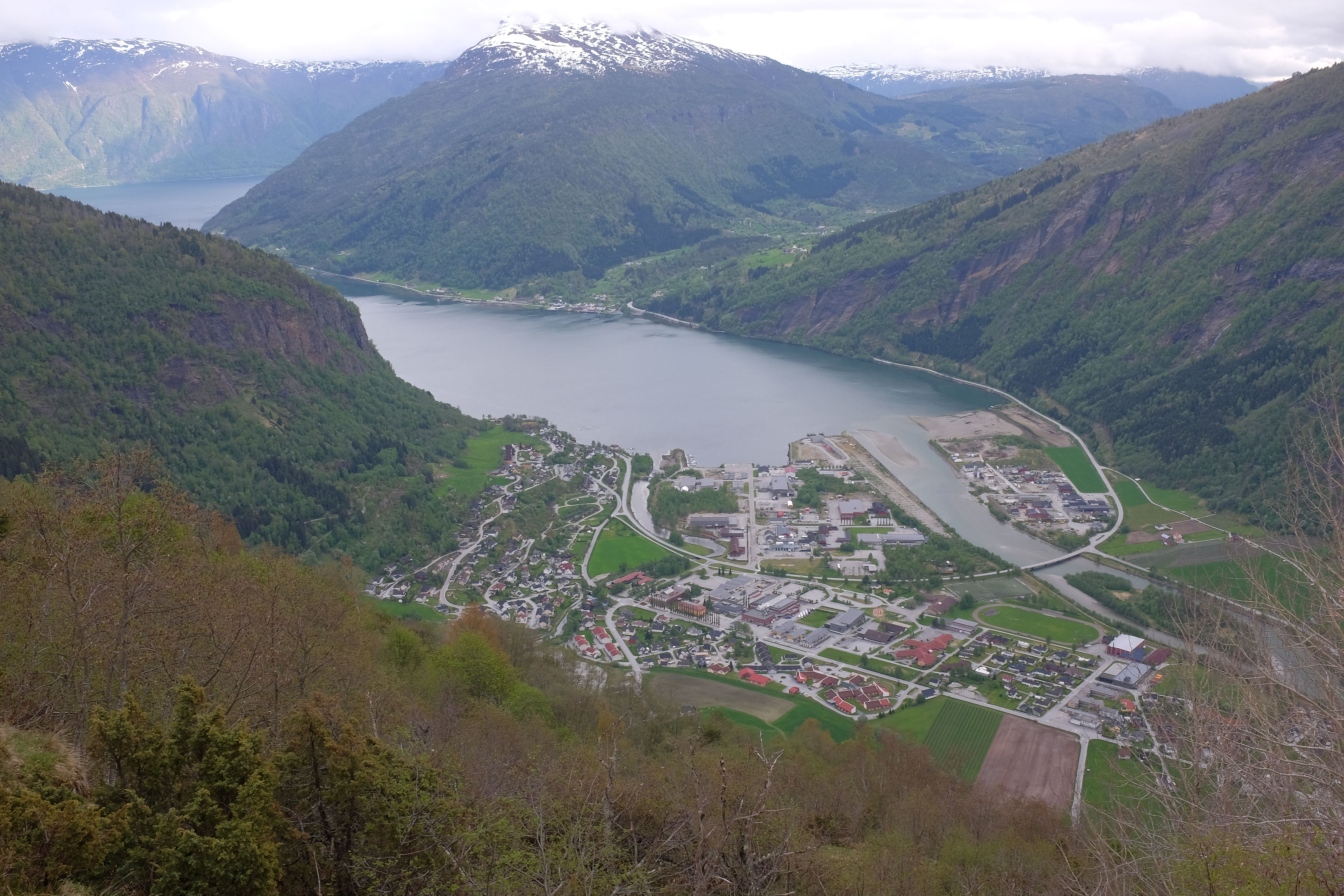
Blick auf Gaupne

## Einwohner
Der Großteil der Einwohner verteilt sich auf das westliche Küstengebiet des Lustrafjords sowie auf den Bereich um den See Hafslovatnet. Nach dem Ende des Zweiten Weltkriegs ging die Einwohnerzahl meist zurück. Nach 2005 begann sie erneut anzusteigen. In der Kommune liegen zwei sogenannte Tettsteder, also zwei Ansiedlungen, die für statistische Zwecke als eine städtische Siedlung gewertet werden. Diese sind Gaupne mit 1286 und Hafslo mit 1169 Einwohnern (Stand: 1. Januar 2024). Weitere kleinere Orte sind Hestnes, Feigum, Fortun, Kinsedalen, Marifjøra, Jostedal, Luster, Nes, Ornes, Skjolden, Solvorn, Sørheim und Veitastrond.
Die Einwohner der Gemeinde werden Lustring genannt. Offizielle Schriftsprache ist wie in vielen Kommunen in Vestland Nynorsk, die weniger weit verbreitete der beiden norwegischen Sprachformen.
| Jahr          | 1986 | 1990 | 1995 | 2000 | 2005 | 2010 | 2015 | 2020 | 2025 |
| ------------- | ---- | ---- | ---- | ---- | ---- | ---- | ---- | ---- | ---- |
| Einwohnerzahl | 5130 | 5172 | 5087 | 5003 | 4927 | 4945 | 5118 | 5174 | 5432 |

## Geschichte

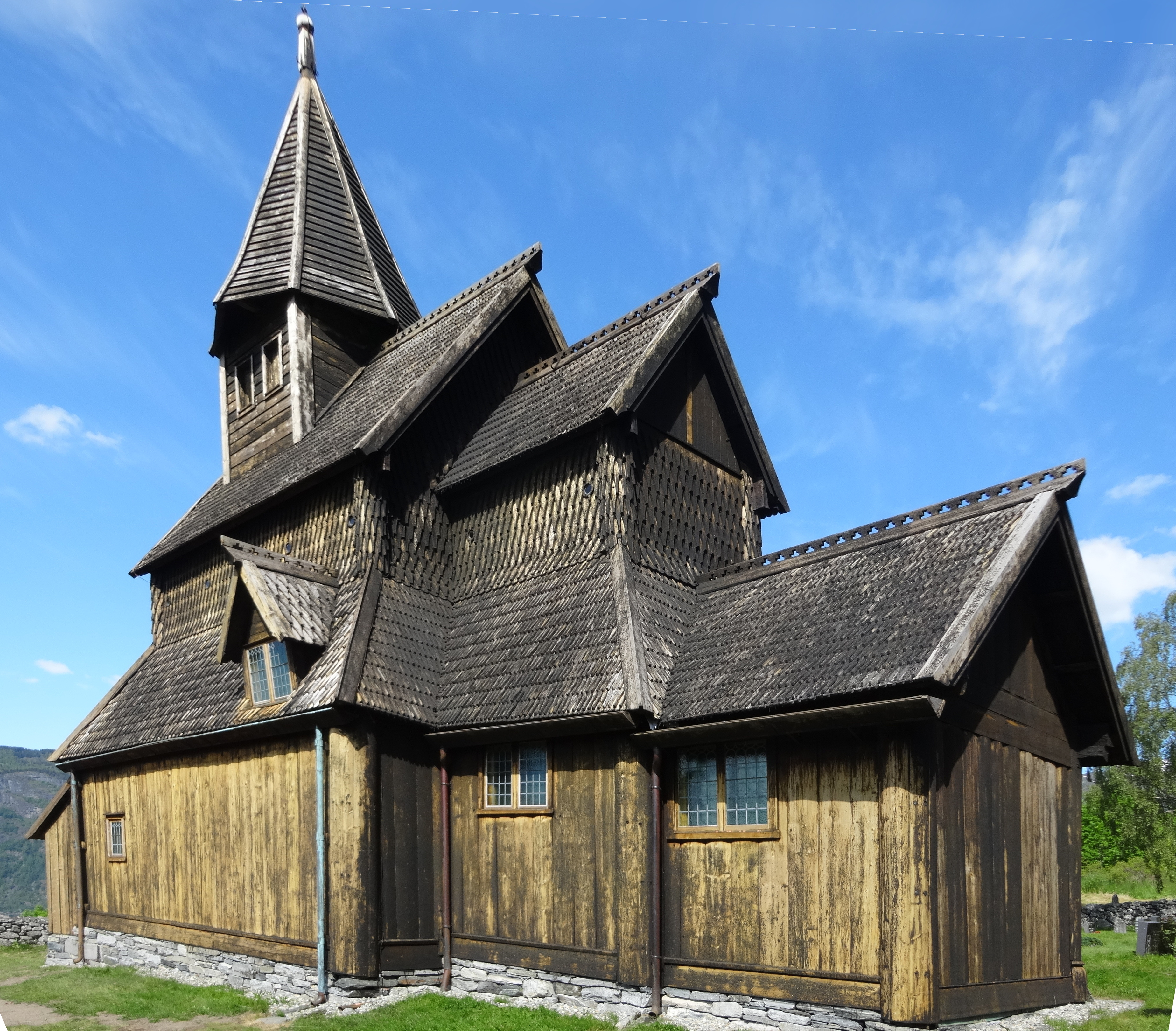
Stabkirche Urnes

Die Kommune Luster entstand nach der Einführung der lokalen Selbstverwaltung im Jahr 1837. Zum 1. Januar 1963 wurden die Kommunen Hafslo und Jostedal eingemeindet. Hafslo brachte 2384 Einwohner ein, Jostedal 796. Luster selbst hatte zuvor 2674 Einwohner.
Bis zum 31. Dezember 2019 gehörte Luster der damaligen Provinz Sogn og Fjordane an. Sie ging im Zuge der Regionalreform in Norwegen in die zum 1. Januar 2020 neu geschaffene Provinz Vestland über.
In der Kommune gibt es mehrere Funde aus der Eisen- und der Wikingerzeit. Bei Hafslo wurde ein etwa 40 Meter langes Haus gefunden. In Luster liegen viele ältere Kirchen. Die Stabkirche Urnes ist in Holz gebaut und wurde um das Jahr 1130 fertiggestellt. Einzelne der verbauten Elemente sind noch älter und wurden der Vorgängerkirche entnommen. Sie ist die älteste Stabkirche des Landes. Am Nordportal sind besonders künstlerische Schnitzereien vorhanden. Seit 1979 ist sie Teil der Liste des UNESCO-Weltkulturerbes. Die Dale kyrkje wurde in der ersten Hälfte des 13. Jahrhunderts erbaut. Aus dem 17. Jahrhundert stammen die beiden Kirchen Joranger kyrkje und Jostedal kyrkje.

## Wirtschaft und Infrastruktur

### Verkehr
Von Osten führt der Fylkesvei 55 in die Kommune Luster. Durch Luster verläuft er weitgehend entlang der Westküste des Lustrafjords, im westlicheren Gemeindegebiet verlagert sich der Verlauf der Straße etwas in das Landesinnere. Sowohl auf Höhe von Gaupne als auch auf Höhe von Hafslo zweigen Straßen in den Norden ab. Entlang der Südostseite des Lustrafjords führt der Fylkesvei 5637. Eine Fährverbindung verbindet die beiden Fjordufer.

### Wirtschaft

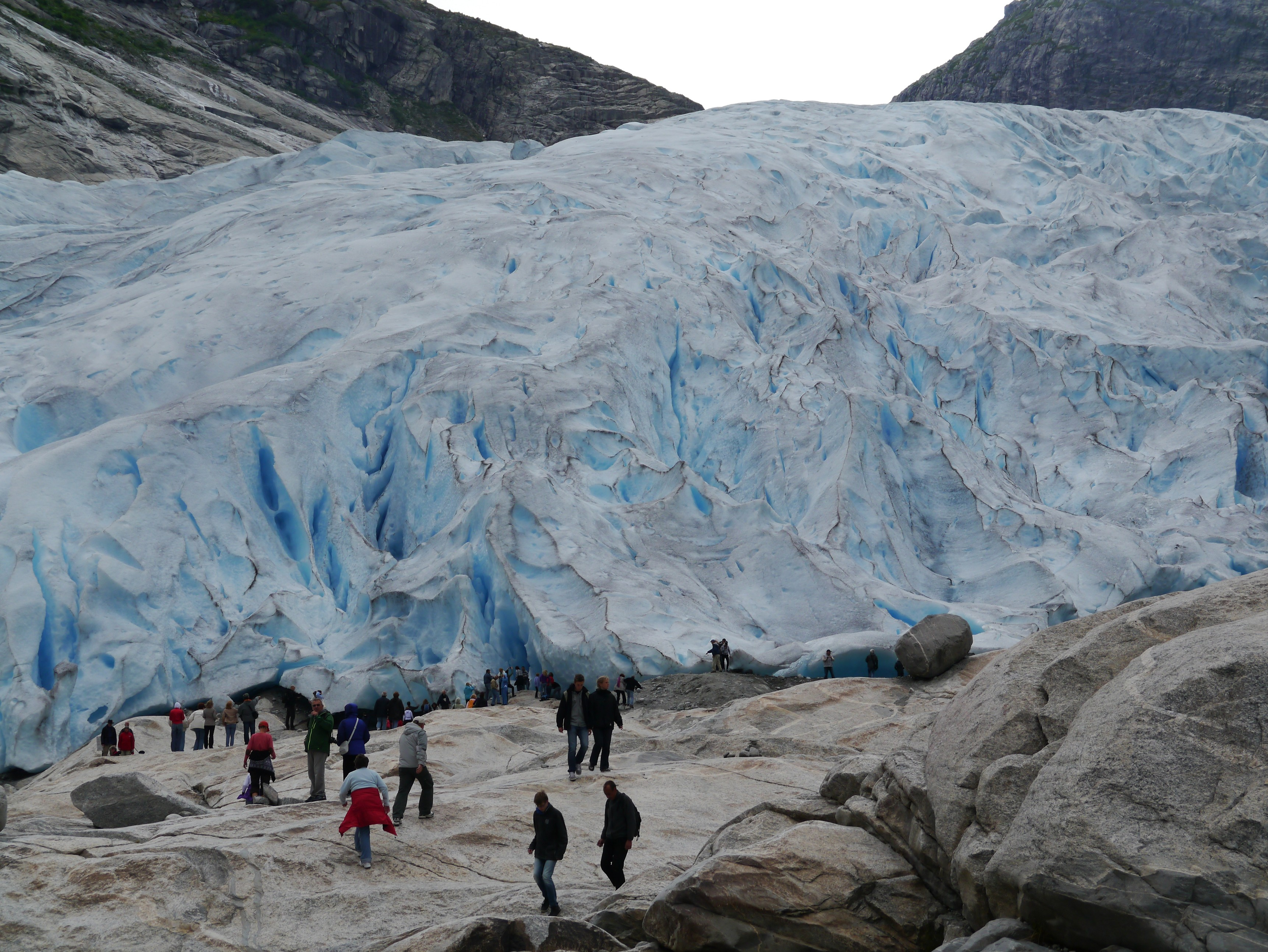
Touristen an der Gletscherzunge Nigardsbreen

Die Landwirtschaft gilt als eine wichtige Einnahmequelle, wobei die Haltung von Rindern, Schafen und Ziegen verbreitet ist. Die dafür genutzten Flächen liegen vor allem im Südwesten. Neben der Tierhaltung wird entlang der Fjordküste auch Anbau von Obst und Beeren betrieben. Des Weiteren ist die Forstwirtschaft von Bedeutung. Einen großen Beitrag zur Lokalwirtschaft leistet auch der Tourismus. Entlang des Lustrafjords gibt es mehrere größere Hotels. Beliebte Ziele sind die umliegenden Gebirge sowie die Stabkirche Urnes. Mit dem Breheimsenteret liegt das Zentrum des Jostedalsbreen-Nationalparks in der Kommune. Viel besucht ist auch die Gletscherzunge Nigardsbreen.
Von großer Bedeutung sind des Weiteren die Wasserkraftwerke. Das 1959 in Betrieb genommene Skagen-Kraftwerk im Osten der Kommune hatte in den Jahren 1981 bis 2010 eine mittlere Jahresproduktion von 1407 GWh. Das Wasserkraftwerk Jostedal wurde 1989 in Betrieb genommen und hatte bis 2010 eine jährliche Durchschnittsproduktion von 1006 GWh. Es nutzt eine Fallhöhe von über 1100 Metern. Weitere größere Wasserkraftwerke sind die Anlagen Leirdøla und Herva. Im Jahr 2020 arbeiteten von 2671 Arbeitstätigen nur 1738 in Luster selbst, 656 waren in Sogndal tätig. Der Rest verteilte sich auf Kommunen wie Bergen oder Sunnfjord.

## Wappen
Das seit 1990 offizielle Wappen der Kommune zeigt eine silberne Lindenranke auf blauem Hintergrund. Das Motiv ist den Schnitzereien an der Stabkirche Urnes nachempfunden.

## Persönlichkeiten
- Anders Guttormsen Wigdahl (1830–1914), Landschaftsmaler der Düsseldorfer Schule
- Hermund Skjerven (1872–1952), Sportschütze